# Вахлаков, Алексей Максимович
Алексей Максимович Вахлаков (1920—1966, Мытищи, Московская область, СССР) — советский футболист. нападающий.

## Карьера
Воспитанник детской команды из Мытищ. За свою карьеру выступал в советских командах «Зенит» (Калининград), «Зенит» (Ленинград), «Профсоюзы-II» (Москва), «Динамо»-2 (Москва), «Спартак» (Москва), «Локомотив» (Москва), «Крылья Советов» (Костино).